# José Antonio Roncero Zabala
José Antonio Roncero Zabala (geboren 1933 in Madrid; gestorben am 16. Dezember 2016 in Gijón) war ein spanischer Handballtrainer und Handballfunktionär.
Er betrieb viel Sport: Er lief die Strecken 100 Meter einzeln und in der Staffel. Er gehörte der asturischen Basketballmannschaft an und spielte mit Real Grupo Cultura Covadonga in der 1. Basketball-Liga. In den Teams Pelayo de Jove und Estudiantes spielte er Fußball auf der Torhüterposition, im Handball gehörte er zur asturischen Auswahlmannschaft.
Roncero trainierte die Mannschaft der Real Grupo Covadonga und war anschließend von 1986 bis 1999 sportlicher Direktor des Vereins. Von 1967 bis 1978 arbeitete er für den spanischen Handballverband (FEBM, später RFEBM). Als Nationaltrainer betreute er in 25 Länderspielen die spanische Männer-Handballnationalmannschaft und in 21 Länderspielen die spanische Frauen-Handballnationalmannschaft; auch die spanischen Junioren trainierte er.
Er gründete die Federación de Balonmano del Principado de Asturias, den Handballverband Asturiens. Von November 2000 bis Juni 2004 war er Präsident des Verbandes.
Im Jahr 2018 wurde ein Garten in Gijón nach ihm benannt.